# Honorius III van Monaco
Honorius Camiel Leonore Grimaldi (Parijs, 10 november 1720 — aldaar, 21 maart 1795) was vorst van Monaco van 1733 tot 1793. Hij was een zoon van Jacques Goyon de Matignon en Louise Hippolyte Grimaldi.
In 1733 volgde hij zijn vader op, die het land reeds in 1732 had verlaten en wiens positie onhoudbaar was geworden. Hij was toen bijna dertien jaar oud en regeerde onder regentschap van zijn oom Anton Karel Grimaldi (le Chevalier Grimaldi), een onwettige zoon van zijn grootvader Anton I.
Honorius maakte carrière in het Franse leger en versterkte daarmee de band tussen Monaco en Frankrijk, dat Monaco militair ondersteunde. Hij onderhield nauwe betrekkingen met de Franse koningen Lodewijk XV en Lodewijk XVI. Zij gaven de Grimaldis grote adellijke privileges en landgoederen, om zo ook enige controle over het prinsdom uit te oefenen.
De Franse Revolutie had dan ook grote gevolgen voor zowel de prinselijke familie als voor zijn familie. De privileges werden opgeheven en hun grondbezit in Frankrijk werd onteigend. En ondanks het Verdrag van Péronne van 1641 dat de onafhankelijkheid van het land garandeerde, greep de revolutie ook in Monaco om zich heen. De republikeinse partij in Monaco eiste aansluiting bij Frankrijk en in februari 1793 bezetten Franse troepen Monaco. Honorius werd gevangengenomen maar na een jaar vrijgelaten. Hij nam zijn intrek in het Hôtel Matignon, zijn Parijse residentie, en stierf daar een half jaar later op 74-jarige leeftijd.
Zijn schoondochter, vrouw van zijn zoon Jozef, stierf in 1793 onder de guillotine en de rest van de familie leefde deels gevangen, deels onder harde voorwaarden in Frankrijk.
Honorius was op 5 juli 1757 gehuwd met de Italiaanse Maria Caterina di Brignole (Genua, 7 oktober 1737 – Wimbledon, 28 maart 1813), dochter van Giuseppe Maria, markies van Brignole-Sale. Het paar kreeg twee kinderen en scheidde in 1770:
- Honorius (1758-1819)
- Jozef (1763-1816), graaf van Caumont

Reinier I · Karel I, Anton, Reinier II en Gabriël · Lodewijk en Jan I · Lodewijk · Ambrosius en Jan I · Jan I · Catalanus · Claudine · Lambert · Jan II · Lucianus · Augustinus · Honorius I · Karel II · Hercules · Honorius II · Lodewijk I · Anton I · Louise Hippolyte · Jacobus I · Honorius III · Honorius IV · Honorius V · Florestan I · Karel III · Albert I · Lodewijk II · Reinier III · Albert II